# أذينة كبيرة الأزهار
أذينة كبيرة الأزهار (الاسم العلمي: Phlomis grandiflora) هو نوع نباتي يتبع جنس الأذينة من الفصيلة الشفوية.